# Scalo
Uno scalo è un luogo di traffico marittimo, aereo o ferroviario. In un aeroporto, in una stazione ferroviaria, in un porto è una zona deputata ad una determinata funzione (scalo passeggeri, scalo merci). 
Nel caso degli scali ferroviari, spesso in Italia la parola "scalo" entra a comporre toponimi dei luoghi ove si trovano le frazioni di un centro abitato in cui è situata la stazione del centro principale. Esempi ne sono: Chieti scalo, Latina Scalo, Orte Scalo, Monterotondo Scalo
In particolare, nei porti si usano i seguenti termini: 
- scalo di alaggio: piano inclinato dove si tirano a secco le navi, per effettuare lavori di manutenzione, invece di metterle in un bacino di carenaggio;
- scalo di costruzione: anch'esso è un piano inclinato, destinato in questo caso alla costruzione delle navi o al montaggio delle sue strutture, se prefabbricate: comprende una parte a terra e una parte a mare detta antiscalo, che può essere fissa o più spesso mobile; in quest'ultimo caso, essa è realizzata in legno.